# Borger-Odoorn
Borger-Odoorn hollandiai község Hollandiában, Drenthe tartományban. Lakosainak száma 25 598 fő (2021. január 1.).

## Földrajza
Borger-Odoorn Stadskanaal, Emmen, Aa en Hunze és Coevorden községekkel határos.